# Settembre
Settembre, seudónimo de Andrea Settembre (Nápoles, 9 de octubre de 2001), es un cantautor italiano, ganador del Festival de San Remo 2025 en la sección "Nuevas propuestas" con la canción Vertebre.

## Biografía
Nacido y criado en Nápoles, Andrea Settembre comenzó a trabajar como locutor de radio durante su infancia en Radio Immaginaria, una estación administrada y conducida íntegramente por adolescentes. Posteriormente actuó en el escenario del teatro Politeama de Nápoles, formando parte del elenco de una producción del musical Grease. En 2013, a la edad de doce años, participó en la cuarta edición del talent show transmitido por Canale 5 Io canto, conducido por Gerry Scotti, en el que formó parte del equipo de Claudio Cecchetto. En 2015 formó parte del elenco del programa de televisión Fattore umana transmitido por Italia 1. En 2016 se lanzó el sencillo Selfie. En 2017 lanzó el sencillo Su, con el que participó y ganó el Festival Show 2016, donde en 2018 luego ganó en la sección "joven".
En 2019 fue incluido en el equipo de Gigi D'Alessio en la sexta edición del talent show The Voice of Italy, conducido por Simona Ventura, transmitido por Rai 2. En 2020 lanzó los sencillos Soli insieme y Bum bum . En 2022 fue finalista del programa Deejay on stage, organizado por Radio Deejay. En 2023 fue concursante de la decimoséptima edición del concurso de talentos musicales X Factor, conducido por Francesca Michielin, donde formó parte del equipo de Dargen D'Amico y terminó en quinto lugar. Durante el programa presentó la canción Lacrime. En 2024 lanzó las canciones Amandoti (versión de la canción de CCCP), Oro oro y Fiori nel cemento (en colaboración con Jelecrois y Milano Mobster).
En 2024 participó en Sanremo Giovani, clasificándose entre los cuatro finalistas y clasificándose para el Festival de Sanremo 2025 en la sección "Nuevas propuestas", ganando con la canción Vertebre, que también ganó el Premio de la Crítica "Mia Martini" (sección "Nuevas propuestas"), el Premio de la Sala de Prensa "Lucio Dalla" (sección "Nuevas propuestas") y el Premio NuovoIMAIE "Enzo Jannacci" a la mejor interpretación. El 14 de febrero de 2025 lanzó su primer EP, Vertebre. Posteriormente, el ayuntamiento de Nápoles le concedió una placa por su victoria en la sección "Nuevas propuestas" del Festival de San Remo.

## Discografía

### EP
- 2025 – Vertebre

### Sencillos
- 2016 – Selfie
- 2017 – Su
- 2020 – Soli insieme
- 2020 – Bum bum
- 2023 – Lacrime
- 2024 – Amandoti
- 2024 – Oro oro
- 2024 – Fiori nel cemento (con Jelecrois y Milano Mobster)
- 2024 – Vertebre

## Programas de televisión
- Io canto (Canale 5, 2013) - concursante
- Fattore umano (Italia 1, 2015)
- La Voz de Italia (Rai 2, 2019) - concursante
- X Factor 17 (Sky Uno, Now, TV8, 2023) - concursante
- L'eredità (Rai 1, 2025) - concursante - episodio especial dedicado a San Remo

## Participación en eventos de canto
- Festival de San Remo (Rai 1)
  - 2025 – 1º puesto en la sección "Nuevas propuestas" con Vertebre
- Sanremo Giovani (Rai 1)
  - 2024 – Finalista con Vertebre

## Premios y reconocimientos
- Municipio de Nápoles
  - 2025 – Placa por la victoria en la sección "Nuevas propuestas" del Festival de San Remo[29]
- Festivalshow
  - 2016 – Ganador con Su[10]
  - 2018 – Ganador de la categoría "Joven"[11][12]
- Festival de San Remo
  - 2025 – Ganador de la sección "Nuevas propuestas" con Vertebre[24]
  - 2025 – Premio de la Crítica "Mia Martini", sección "Nuevas propuestas" con Vertebre[25]
  - 2025 – Premio de la Sala de Prensa de Radio, Televisión y Web "Lucio Dalla", sección "Nuevas propuestas" con Vertebre[26]
  - 2025 – Premio NuovoIMAIE "Enzo Jannacci" a la mejor interpretación con Vertebre[27]